# Sandra Pires (cantora)

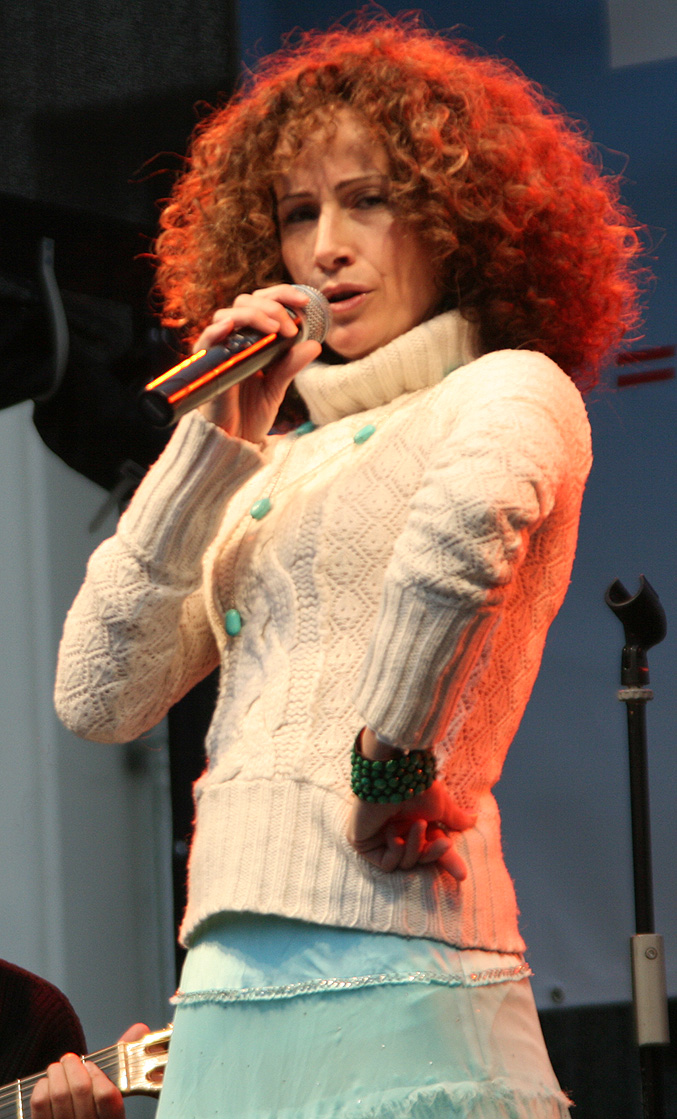

Sandra Carla de Lopes Morato e Leal Pires  conhecida artisticamente por Sandra Pires (n. Díli, Timor-Leste, em 26 de Agosto de 1969) é uma cantora portuguesa radicada na Áustria.  

## Discografia
- 2006 - Destino (álbum)
- 2002 - Songs for Lea (álbum)
- 2002 - Meine Schwester das Biest (She, me & Her) - álbum, Soundtrack
- 2001 - It´s Christmas (Single em colaboração com Erwin Kiennast)
- 2000 - Bethelehem 2000 - Hymn of life (álbum)
- 1999 - How long will it take (Single)
- 1998 - Sandra Pires (álbum)